# Callixanthospila piceki
Callixanthospila piceki là một loài bọ cánh cứng trong họ Cerambycidae.